# Сиэтл Сихокс
Сиэтл Сихокс (англ. Seattle Seahawks) — профессиональный клуб по американскому футболу из Сиэтла, основанный и принятый в НФЛ в 1976 году. С 1977 по 2001 год «Сихокс» соревновались в Западном дивизионе Американский футбольной конференции (АФК Запад). С 2002 года по настоящее время клуб представляет Западный дивизион Национальной футбольной конференции (НФК Запад). С этого же времени «Сихокс» переехал на «Люмен Филд», где и по сей день проводит свои домашние матчи. Главным тренером с 2010 года является Пит Кэрролл.
Фанатов «Сиэтл Сихокс» называют «12-й человек», «12-й фанат», или просто «12-й». Фанатская команда дважды в течение нескольких месяцев была занесена в «Книгу рекордов Гиннесса», как наиболее шумная публика на спортивном мероприятии. Первый раз громкость в 136,6 дБ была зарегистрирована во время матча против «Сан-Франциско Форти Найнерс» в сентябре 2013, а затем, в декабре того же года, публика обновила свой рекорд «накричав» на 137,6 дБ в матче с «Нью-Орлеан Сэйнтс». Так как «Сихокс» — единственный клуб, представляющий Северо-Запад США, он имеет широкую поддержку не только в штате Вашингтон, но и на Аляске, в Айдахо, Монтане, Орегоне, Юте, а также в некоторых канадских провинциях: Альберте, Британской Колумбии и Саскачеване.
За свою историю «Сихокс» 11 раз выигрывал свой дивизион и трижды — конференцию. Также клуб является единственным, кто выступал в финалах обеих конференций. Трижды «ястребы» участвовали в Супербоулах и лишь однажды смогли одержать победу — в Супербоуле XLVIII был побежден «Денвер Бронкос» со счётом 43-8. В Супербоуле XL и Супербоуле XLIX команда уступила «Питтсбург Стилерз» (21-10) и «Нью-Ингленд Пэтриотс» (28-24), соответственно.
Футболисты Кенни Изли, Уолтер Джонс, Стив Хатчинсон, Кортез Кеннеди и Стив Ларджент вошли Зал славы Профессионального футбола преимущественно или полностью за достижения, полученные в бытность их игроками команды из Сиэтла. А такие игроки, как Дэйв Браун, Джейкоб Грин, Дэйв Криг, Курт Уорнер и Джим Цорн были включены в Круг Почёта «Сихокс» наряду с радиоведущим Питом Гроссом, бывшим владельцем франшизы Полом Алленом и бывшим главным тренером Чаком Ноксом.

## История франшизы

### 1976—1982: Эра расширения
После объединения Американской футбольной лиги и Национальной футбольной лиги в 1970 году, организация приняла решение о расширении состава участников с 26 до 28 команд. В июне 1972 года группа бизнесменов и общественных деятелей из Сиэтла анонсировала намерение создать в городе франшизу НФЛ. В июне 1974 года город получил от лиги разрешение на её создание. В декабре того же года комиссионер НФЛ Пит Роузелл объявил о подписании официального соглашения о создании франшизы с Ллойдом У. Нордстрёмом, как с представителем корпорации «Nordstrom», являвшейся мажоритарием в консорциуме учредителей..
В мае 1975 года, Джон Томпсон, бывший исполнительный директор совета правления НФЛ и должностное лицо в «Вашингтон Хаскис», был нанят в качестве генерального менеджера новосозданной команды. Название «Сиэтл Сихокс» было выбрано 17 июня 1975 года на публичном голосовании, в котором приняло участие более 20 тысяч человек, выбиравшие из более чем 1700 вариантов.
Томпсон нанял ассистента главного тренера в «Миннесота Вайкингс» Джека Патеру на должность главного тренера команды; о назначении было объявлено 3 января 1976 года. Драфт расширения прошёл 30-31 марта 1976 года, где «Сихокс» и «Тампа-Бэй Бакканирс», чередуясь между собой, выбирали незащищенных игроков из остальных 26 команд лиги. «Сиэтл» также получил второй общий выбор в драфте 1976, который был потрачен на дефенсив тэкла Стива Нихауза. Команда впервые вышла на футбольное поле 1 августа 1976 года на предсезонный матч против «Сан-Франциско Форти Найнерс» на новом стадионе «Кингдом».

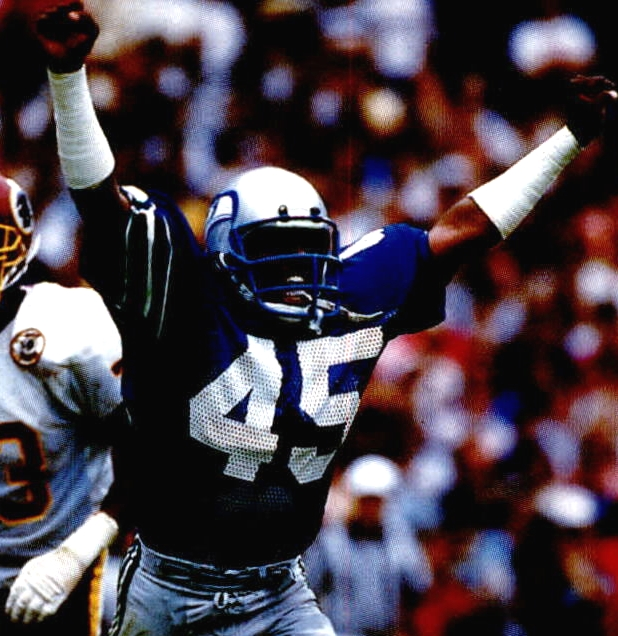
Член Зала славы cэйфти Кенни Изли, лидер обороны «Сиэтла» в 80-х, был лучшим оборонительным игроком НФЛ и одним из лучших игроков «Сихокс» за все время существования франшизы.

«Сихокс» — единственный клуб НФЛ, который дважды менял конференцию после объединения АФЛ и НФЛ. Первоначально франшиза состояла в Западном дивизионе НФЛ, однако уже со следующего сезона оба новичка лиги выступали в Западном дивизионе АФЛ. Это изменение лига объяснила изначальным планом по расширению. Таким образом и «Сиэтл», и «Тампа» смогли сыграть друг с другом дважды, а со всем остальными франшизами лиги — по одному разу, в течение первых двух сезонов. «Сихокс» одержали победу в обоих противостояниях, а победа в первом из них стала ещё и первой победой команды в дебютном регулярном сезоне.

### 1983—1991: Эра Чака Нокса
в 1983 «Сихокс» подписали контракт с новым главным тренером Чаком Ноксом. Команда закончила регулярный сезон с результатом 9 — 7 и, впервые в своей истории, вышла в плей-офф в раунд уаилд-кард, где нанесла поражение сперва «Денвер Бронкос», а затем «Майами Долфинс». Прервать успешное выступление «ястребов» смог лишь будущий чемпион Супербоула «Лос-Анджелес Рэйдерс». В следующем сезоне «Сиэтл» выдал лучшее выступление в регулярных чемпионатах вплоть до 2005 года, закончив его с результатом 12 — 4, а Нокс получил награду тренера года.
В 1988 году Кен Беринг и его партнер Кен Хоффман объявили о покупка клуба за $80 млн. В том же году «Сихокс» впервые стали победителями своего дивизиона. Однако уже с 1989 года вплоть до 1998, команда показывала весьма скромные результаты. Так, лучшим за эти десять сезонов выступлением, стал результат 1990 года, когда команда завершила регулярный чемпионат со счётом 9 — 7, а сезон 1992 года и вовсе стал худшим за всю историю «Сихокс» — команда одержала лишь две победы в 16 матчах чемпионата.

### 1990-е годы
В 1996 году, Беринг и Хоффман перенесли управление командой в Анахайм (Калифорния), что вызвало большую волну критики, даже несмотря на то, что команда продолжила проводить матчи в Сиэтле. На короткий период франшиза оказалась на грани банкротства, в связи с практически состоявшимся переездом из штата Вашингтон. Лига пригрозила Беринга штрафом в $500 тыс./сутки, если он не вернет управленческий штаб команды в Сиэтл.. В связи с этим, Беринг и Хоффман продали права на владение франшизой сооснователю «Microsoft» Полу Аллену в 1997 году за $200 млн. .

### 1999—2008: Эра Майка Холмгрена и возвращение в НФК

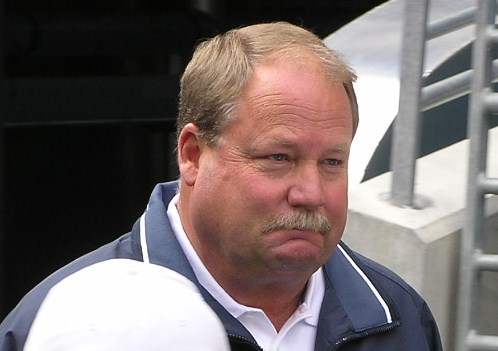
Майк Холмгрен. 2004 г.

В 1999 году Майк Холмгрен был назначен главным тренером. На этой должности он пробудет на протяжении следующих 10 сезонов. В 2000 году был снесен домашний стадион клуба «Кингдом», команда временно переехала на «Хаски Стэдиум», на которым уже выступала в первой половине 1994 года во время реконструкции «Кингдома».
В 2002 году, в соответствии с планом лиги по ребалансировке дивизионов, «Сихокс» вернулись в Западный дивизион НФК, а Западный дивизион АФК, тем самым, вернулся к своему изначальному составу после объединения АФЛ и НФЛ: «Денвер Бронкос», «Сан-Диего Чарджерс», «Канзас-Сити Чифс» и «Окленд Рэйдерс». В то же время команда начала выступать на своем новом домашнем стадионе «Сихокс Стэдиум».

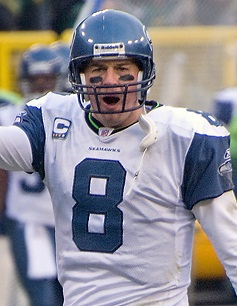
Мэтт Хассельбэк был квотербеком «Сихокс» с 2001 по 2010 год. С ним команда шесть раз выходила в плей-офф и один раз доходила до Супербоула.

В 2005 году команда выдала лучший регулярный сезон в своей истории, завершив его с результатом 13 — 3, по ходу турнира разгромив чемпиона НФК предыдущего сезона «Филадельфию Иглз» со счётом 42-0. Такой результат позволил «Сихокс» выйти напрямую в финал дивизиона, минуя стадию уайлд-кар.. Одолев в этом матче «Вашингтон Редскинз», а затем, в финале конференции, «Каролину Пантерз», клуб добрался до первого в своей истории матча за Супербоул, где их противниками стала команда «Питтсбург Стилерз». Победа франшизы из Пенсильвании сопровождалась большим количеством спорных судейских решений. Рефери Билл Ливи позже признал, что совершил несколько ошибок, которые изменили игру. До 2005 года, «Сиэтл» имел самую продолжительную серию поражений в плей-офф в НФЛ, берущую начало ещё 1984 году.

### 2009: Единственный сезон Джима Моры
В сезоне 2009 года «Сихокс» финишировали на 3 месте Западного дивизиона НФК с результатом 5 — 11. Вскоре после этого, главный тренер Джим Мора был уволен после единственного полноценного сезона, который он провел у руля команды.

### 2010—н.в.: Эра Пита Кэрролла
В сезоне 2010 года, «Сихокс» вошли в историю лиги, попав в плей-офф с результатом 7 — 9. Они стали лучшими в своем дивизионе, благодаря провальным выступлениям остальных команд («Рэмс»: 7 — 9; "Форти Найнерс: 6 — 10; «Кардиналс»: 5 — 11) и победе в последнем матче регулярного чемпионата над противниками из Сент-Луиса. В плей-офф «Сиэтл» выбил из турнира чемпиона предыдущего Супербоула «Нью-Орлеан Сэйнтс» со счётом 41-36. В этой игре «ястребы» снова вошли в историю: раннинбек Маршон Линч сделал свой знаменитый забег на 67 ярдов, уйдя от 9 попыток захвата соперниками, принеся команде победу. Публика настолько громко отреагировала на тачдаун, что сейсмологические станции зафиксировали небольшое землетрясение в районе стадиона (чуть более 2 баллов по шкале Рихтера). Позже этот розыгрыш назовут «Beast Quake». «Сихокс» вылетели из плей-офф в матче за победу в дивизионе, уступив «Чикаго Беарз» (35-24).

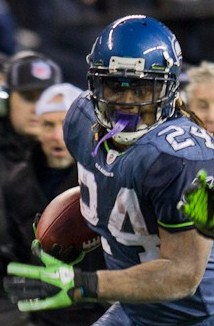
Маршон Линч заносит 67-ярдовый тачдаун в игре против «Нью-Орлеан Сэйнтс» в 2011 году.

Следующий сезон «Сихокс» начала с поражения от «Аризона Кардиналс» — мощная линия обороны «Сиэтла» упустила нападание соперников в конце заключительной четверти, а квотербек-новичок Рассел Уилсон провалил несколько пасовых попыток в тачдаун из красной зоны. Тем не менее, команда одержала четыре победы в следующих пяти матчах, а сезон завершила с результатом 11 — 5, одержав значимые победы над «Грин-Бей Пэкерс», «Нью-Ингленд Пэтриотс» и «Сан-Франциско Форти Найнерс». «Сихокс» прошли в плей-офф 5-й сеянной командой и единственной, ни разу не проигравшей в домашних матчах. В раунде уайлд-кард «ястребы» отыграли 14-очковое отставание и набрав ещё 11 очков в заключительной четверти, выбили из розыгрыша «Вашингтон Редскинз», тем самым впервые выиграв матч раунда уайлд-кард на чужом поле с 1983 года. В следующем матче «Сихокс» могли побеждать отыграв уже 20-очковое отставание, только в четвёртой четверти набрав 21 очко. Однако этого оказалось недостаточно, чтобы пройти лидера регулярного сезона, «Атланту Фэлконс». Рассел Уилсон получил награду как лучший новичок года по завершении этого сезона.

#### 2013: Чемпионство в Супербоуле

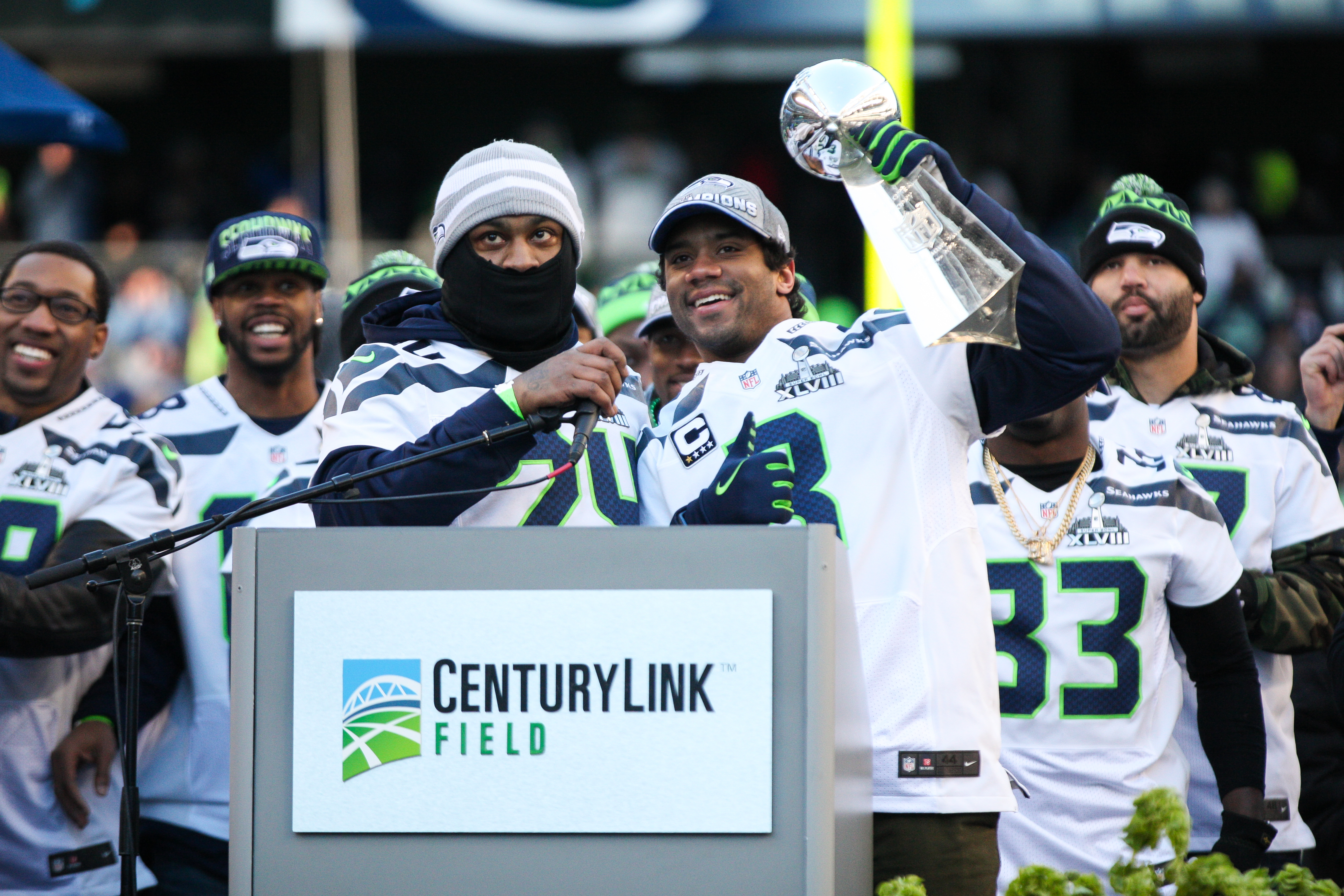
Рассел Уилсон и Маршон Линч c Трофеем Ломбарди.

В сезоне 2013 года «Сихокс» продолжили набирать обороты, заняв первое место в НФК с результатом 13 — 3, таким же, как и у победителя АФК «Денвер Бронкос». Шесть игроков команды из Сиэтла были выбраны для участия в Про Боуле: квотербек Расселл Уилсон, центр Макс Анджер, раннинбек Маршон Линч, корнербек Ричард Шерман, фри-сейфти Эрл Томас, стронг-сейфти Кэм Чанселлор. Однако, никто из них в матче всех звёзд участие не принял, так как «Сихокс» вышли в Супербоул XLVIII, где их ждала команда из Денвера, по пути одержав победы над «Нью-Орлеан Сэйнтс» (23-15) и «Сан-Франциско Форти Найнерс» (23-17). 2 февраля 2014 года «Сиэтл Сихокс» впервые в своей истории завоевали Трофей Винса Ломбарди разгромив «Бронкос» со счётом 43-8. После этого матча защитная линия «Сихокс» была признана одной из лучших в истории Супербоулов.

#### 2014—2020
В сезоне 2014 года действующие чемпионы потеряли нескольких ключевых игроков: ресивера Голдена Тейта, который покинул команду свободным агентом, а также ресивера Сидни Райса и дефенсив-энда Криса Клемонса, завершивших профессиональную карьеру. Также по ходу сезона из команды был отчислен Перси Харвин из-за конфликтов внутри команды; права на него были обменяны в «Нью-Йорк Джетс» на условный выбор на драфте 2015 года. Несмотря на неудачный старт сезона (после шести матчей у команды было лишь три победы), «Сихокс» сумели закончить регулярный сезон на первом месте конференции, с общим результатом 12 — 4. В плей-офф «Сиэтл» разобрался с «Каролиной Пантерз» (31-17), выйдя в финале НФК на «Грин-Бей Пэкерс». Проигрывая к концу матча со счётом 19-7, «Сихокс» сумели перевести игру в овертайм, где, в итоге, вырвали победу. Во втором подряд и третьем в истории франшизы Супербоуле их ждал «Нью-Ингленд Пэтриотс». Команда была близка к победе, однако на исходе матча, когда линии нападения оставалось пройти 1 ярд до зачётной зоны соперника, Расселл Уилсон бросил в перехват, подарив тем самым, победу в Супербоуле XLIX команде из Массачусетса.
«Сихокс» возвращались в плей-офф на протяжении двух последующих сезонов, однако, максимумом их становилась победа в раунде уайлд-кард. В сезоне 2017 года команда впервые за шесть лет не вышла в плей-офф во многом по причине травм ключевых игроков, вкупе с провальными приобретениями раннинбека Эдди Лэйси и кикера Блэра Уолша. К сезону 2018 года команда подошла с кардинальными изменениями как в штате игроков, так и в тренерском штабе; руководство инициировало расторжение соглашений с большинством футболистов, которые были в команде во времена и стремительного взлёта в начале 2010-х, а также полностью сменило тренерский штаб, отвечающий за нападение и защиту. Омоложение состава помогло «ястребам» завершить регулярный чемпионат с результатом 10 — 6, однако команда оступилась в первом же матче плей-офф раунда уайлд-кард. В октябре 2018 года, владелец команды, Пол Аллен, скончался после продолжительной борьбы с раком. В 2019 году, «Сиэтл Сихокс» выдали лучший регулярный сезон с момента триумфа в Супербоуле, завершив его с результатом 11 — 5, при этом за четыре игры до конца чемпионата, у команды было лишь два поражения, тем самым она сохраняла шансы на обновление рекорда франшизы по результатам 16-матчевого сезона. Однако череда травм не позволила «Сиэтлу» даже выиграть свой дивизион — команда проиграла из оставшихся четырёх игр, три. После победы над «Филадельфией Иглз» в уайлд-кард, «Сихокс» уступили «Грин-Бей Пэкерс» в матче за чемпионство в дивизионе. В 2020 году клуб выиграл первые пять игр чемпионата, тем самым показав лучший старт сезона в истории франшизы. И несмотря на проигранные в дальнейшем три игры из четырёх, «Сихокс» завершили чемпионат с результатом 12 — 4, выиграв 12 из 16 матчей сезона впервые с момента победы в Супербоуле, а также выиграв дивизион впервые за четыре года. Плей-офф для команды завершился после первого же матча — «Сихокс» уступили «Лос-Анджелес Рэмс» со счётом 30-20.

## Соперничества с другими командами

### Сан-Франциско Форти Найнерс
С 2011 по 2014 год, «Сихокс» и «49-е» считались двумя лучшими командами НФК, что не могло не привести к высокому накалу по ходу матчей между ними. Между Джимом Харбо, бывшим в то время главным тренером «Форти Найнерс», и Питом Кэрроллом также была личная история соперничества. Харбо ранее тренировал команду Стенфордского университета «Стэнфорд Кардинал», в то время как Кэрролл был тренером у их старейших противников — «Троянс» из Университета Южной Калифорнии. Первые три очных противостояния (два — в 2011 и одно — в 2012 году) были за клубом из Калифорнии. Только с четвёртой попытки, на 16 неделе сезона 2012, «Сиэтлу» удалось выиграть у «Сан-Франциско» (42-13). Обе команды в этом сезоне вышли в плей-офф, а «Форти Найнерс» даже пробились в Супербоул XLVII, где уступили «Балтимор Рэйвенс». В регулярном сезоне 2013 года команды снова выиграли друг и друга по одному разу: сперва «Сихокс» одержали победу на 2 неделе сезона, затем «49-е» восстановили паритет, выиграв на 14 неделе. В итоге, регламент и успешное выступление в турнире на выбывание свёл обе команды на стадии матча за право называться чемпионом конференции. Ни одна из команд не собиралась уступать до самых последних мгновений матча, но за 25 секунд до его завершения, пас, предназначенный для ресивера «49-х» Майкла Крэбтри был остановлен корнербеком Ричардом Шерманом и уже в зачетной зоне перехвачен лайнбекером Малкольмом Смитом. В 2014 году, «Сихокс» выиграли обе игры, а Джим Харбо был уволен по окончании сезона.
С момента возвращения «Сиэтла» в Западный дивизион НФК, включая матчи плей-офф, счёт в противостоянии между клубами: 25 — 13 в пользу «Сихокс». За всю историю встреч с момента создания команды из Сиэтла, счёт 27 — 17..

### Лос-Анджелес Рэмс
Соперничество «Сихокс» и «Лос-Анджелес Рэмс» берет начало в 2002 году, с момента возвращения северо-западной команды в НФК Запад. Первый острый по накалу матч случился в 2004 году на стадии уайлд-кард, когда «Рэмс» в Сиэтле обыграли хозяев со счётом 27-20. Ближе к началу 2010-х градус противостояния несколько спал, по причине перестройки команды, тогда ещё из Сент-Луиса, но после их переезда в Лос-Анджелес соперничество переросло во враждебность, со взаимными насмешками, оскорблениями и даже драками во время матчей. Соперничество между двумя клубами достигло пика в сезоне 2020 по ходу упорной борьбы за победу в НФК Запад. 15 неделя завершилась викторией «ястребов» в очном противостоянии, а сейфти победителей Джамал Адамс на пресс-конференции подначивал представителей соперника: «Как хорошо, не так ли, Рэмс?». Обе команды в том же сезоне встретились в раунде уайлд-кард. «Рэмс» в этом матче были вынуждены заменить основного квотербека Джареда Гоффа из-за перелома большого пальца руки, и, в качестве стартового квотербека вышел Джон Уолфорд. В первой же четверти он получил удар по голове от Джамала Адамса, и был вынужден завершить игру. На замену вышел травмированный Гофф, и, в итоге, он привёл «Рэмс» к победе со счётом 30-20. После игры игроки обменялись уколами в адрес друг друга.
Итоговый счёт в противостоянии клубов: 25 — 22 в пользу «Сихокс»

### Грин-Бей Пэкерс
После возвращения в НФК, «Сихокс» несколько раз встречались с «Грин-Бей Пэкерс» в плей-офф, что привело к развитию противостояния между ними. Первый очный матч плей-офф в 2003 году закончился в овертайме броском квотербека «Сиэтла» Мэтта Хассельбека в перехват, после которого, защитник занес тачдаун атакующей команде (т. н. pick-6). В 2012 году, на поле произошел случай известный как «Fail Mary»: за 8 секунд до окончания матча, при счёте 12-7 в пользу «Пэкерс», «Сихокс» разыгрывали своё владение с 24-ярдовой отметки от тачдауна, в ситуации 4-и-10. Расселл Уилсон разыграл так называемый пас Hail Mary (пас наудачу, с низкой вероятностью успешного приёма) в зачётную зону «упаковщиков». Несколько игроков обеих команд выпрыгнули в попытке поймать эту передачу, при этом сейфти «Пэкерс» Эм-Ди Дженнингс и ресивер «Сихокс» Голден Тэйт оба поймали мяч, упав с ним на землю. Один из двух, находившихся в непосредственной близости, судей зафиксировал тачдаун, а второй — окончание времени матча. В конечном счёте, рефери приняли решение засчитать тачдаун при одновременном владении, а «Сихокс» выиграли со счётом 14-12. Позже, НФЛ рассмотрит фол в нападении от Тэйта, что должно было бы отменять тачдаун и фиксировать победу Пэкерс. Также, по пути к Супербоулу XLIX «Сихокс» обыграли «Пэкерс» со счётом 28-22 в драматичном матче с овертаймом, где «Грин-Бей» вели 16-0.

### Денвер Бронкос
С 1980-х по 2002 годы, когда «Сихокс» находились в АФК, их основными соперниками были «Денвер Бронкос». С Джоном Элвеем «Бронкос» считались одной лучших команд НФЛ с абсолютных результатом 200—124 — 1, и 32 — 18 непосредственно против «Сихокс». С 2002 года команда из Денвера выиграла три очных поединка из пяти, одним из которых был Супербоул XLVIII, где «Сиэтл» одержал победу со счётом 43-8.

### Окленд Райдерс
В 1980-х дерби между командами было одним из лучших в АФК, к концу десятилетия «Сихокс» выиграли 11 игр из 21. В 1986 году команды провели один из самых известных матчей в истории игр по понедельникам.

## Выходы в Супербоул

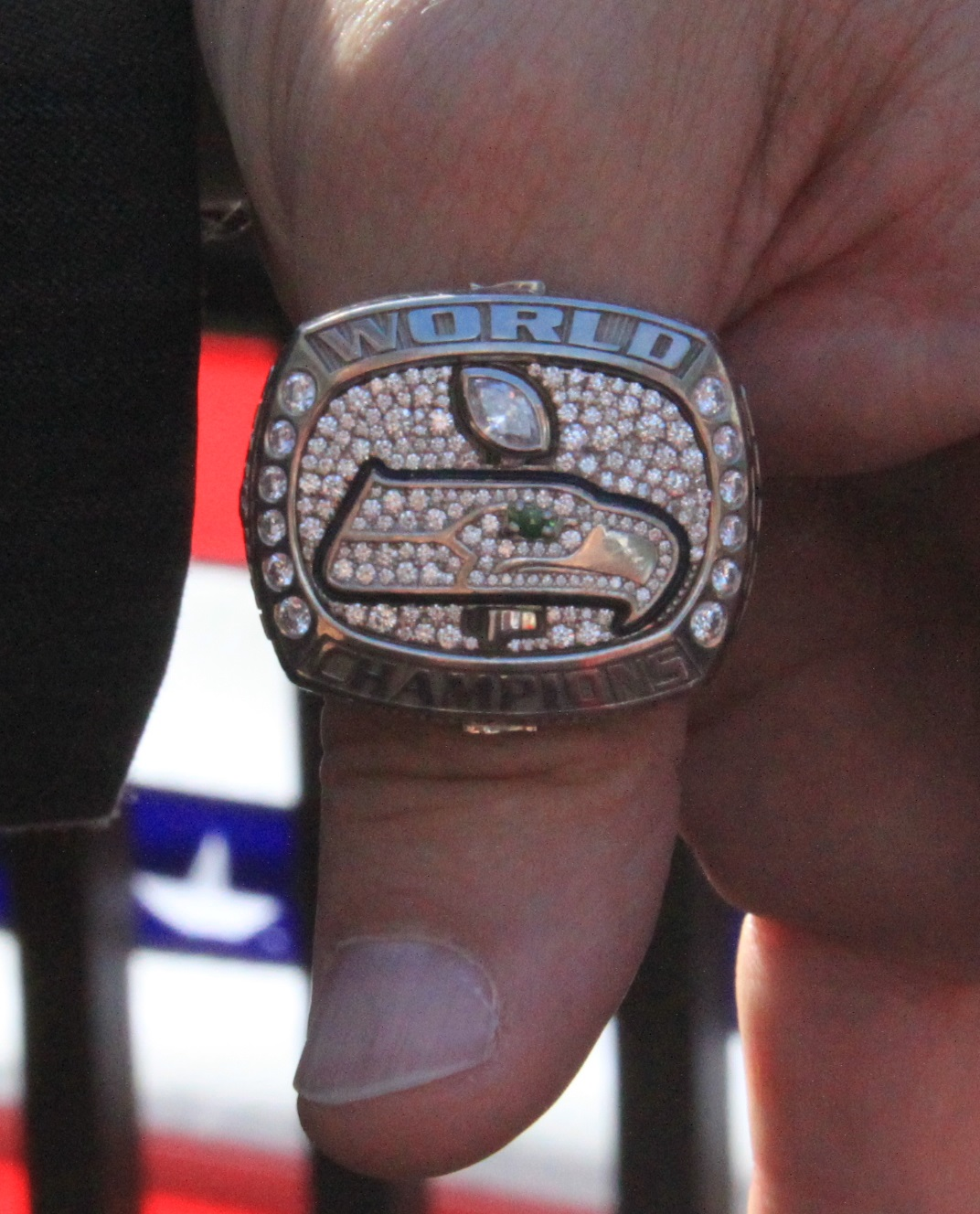
Чемпионские перстни «Сихокс» за победу в Супербоуле

| Сезон | Супербоул | Главный тренер | Место         | Стадион                      | Соперник             | Счёт  | Результат сезона |
| ----- | --------- | -------------- | ------------- | ---------------------------- | -------------------- | ----- | ---------------- |
| 2005  | XL        | Майк Холмгрен  | Детройт       | Форд Филд                    | Питтсбург Стилерз    | 10–21 | 15 — 4           |
| 2013  | XLVIII    | Пит Кэрролл    | Ист-Ратерфорд | Метлайф-стэдиум              | Денвер Бронкос       | 43–8  | 16 — 3           |
| 2014  | XLIX      | Пит Кэрролл    | Глендейл      | Стадион Университета Финикса | Нью-Ингленд Пэтриотс | 24–28 | 14 — 5           |

## Штаб-квартира и тренировочные лагеря
Первые десять сезонов «Сихокс» в НФЛ (с 1976 по 1985 годы), штаб-квартира франшизы находилась в Керкленде, штат Вашингтон в бухте озера Вашингтон. Летние тренировочные лагеря проходили на территории Университета Восточного Вашнгтона на юго-западе Спокана.

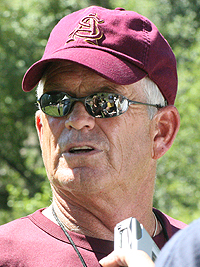
Деннис Эриксон, главный тренер «Сихокс» с 1995 по 1998 год.

В 1986 году в Керкленде было построено новое здание штаб-квартиры франшизы, и на следующие одиннадцать сезонов (вплоть до 1996 года) тренировочные лагеря переехали на поля и в общежития Северо-Западного Университета. В 1997 году Деннис Эриксон, проводя третий сезон на должности главного тренера команды, вернул лагеря в пригород Спокана, и лишь в 2007 году, клуб снова стал собираться в Керкленде. А в 2008 году, был построен отдельный тренировочный лагерь в «Рентоне», с четырьмя полноразмерными полями, три из которых с натуральным покрытием, а один — крытый манеж.

## Логотип и форма
Первоначально, логотипом «Сихокс» являлась стилизованная королевским синим и лесным зелёным цветом голова скопы из искусства кваквакэвакв. Шлем и штаны были серебряного цвета, а домашние джерси — королевского синего с белыми и зелеными полосами на рукавах, а также белыми номерами и фамилиями игроков. Выездные джерси были белого цвета с сине-бело-зелеными полосами на рукавах и синими номерами и фамилиями. Носки были синими, с такими же бело-зелеными полосами, как на домашней форме. Первые четыре сезона команда носила черные бутсы, которые были заменены на белые в 1980 году.
С приходом Чака Нокса на должность главного тренера, цветовая расцветка несколько изменилась. На рукава к полосам был добавлен логотип «Сихокс», а номера были перенесены на плечи. Шлем стал синим, а носки стали двух цветов — синие сверху и белые снизу. В сезоне 1985 года, команда имела нашивку «10th Anniversary» на правой стороне штанов, в честь 10-летнего юбилея франшизы. Это был логотип «Сихокс» проходящий сквозь цифру 10. В 1994 году была изменена стилистика номеров на форме. Тогда же, «Сихокс» стали выходить на некоторые игры в ретро-варианте джерси, напоминающих форму 1976-82 годов, однако шлемы оставались синего цвета. Также, логотипы стали нашиваться на форму, вместо ранее использовавшегося трафаретного нанесения. В 2000 году «Сихокс» отмечали 25-летний юбилей франшизы, а соответствующий логотип был помещен на верхнюю левую часть джерси.
1 марта 2002 года, с переходом «Сихокс» в НФК, а также открытием нового домашнего стадиона, логотип и форма были значительно изменены. Теперь для домашних матчей использовались преимущественно синие цветовые расцветки, в то время как на выездах команда играла преимущественно в белых тонах с лаймово-зелеными полосами на обоих вариантах. Команда планировала использовать разные шлемы, синих цветов для выездных и серебряных цветов для домашних матчей, однако лига запретила использовать более одного цвета в расцветке шлемов. Так франшизой было организовано голосование среди болельщиков, по итогам которой был выбран единый светло-синий цвет.
В Супербоуле XL команда играла в домашней синей форме, несмотря на то, что по регламенту была представлена как гостевая команда матча.
Примечательно, что долгое время «Сихокс» были единственной командой, надевавшей белые джерси на домашние матчи. Эта закономерность была нарушена «Окленд Рэйдерс» в 2008 году.

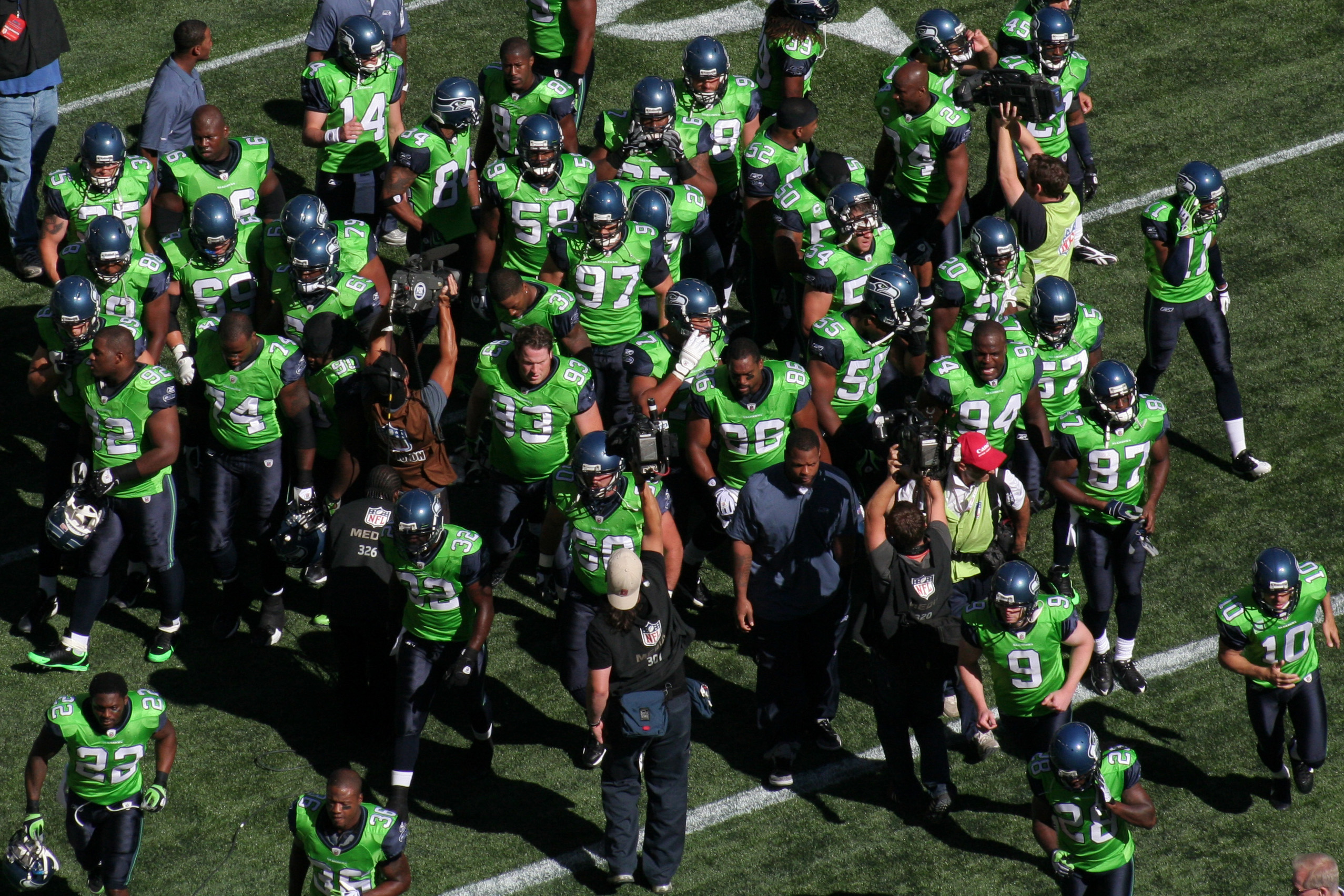
«Сихокс» в зеленых джерси в 2009 году.

27 сентября 2009 года «Сихокс» впервые в своей истории надели лаймово-зеленые джерси и темно-синие штаны на игру с «Чикаго Беарз». Это было частью поддержки новосозданной команды MLS «Сиэтл Саундерс», у которых были утверждена идентичная цветовая расцветка формы. После, команда ещё несколько раз появлялась на поле в такой цветовой гамме, однако В декабре 2009 года, Джим Мора объявил, что лаймово-зеленые джерси уходят в прошлое, потому что команда в них не выигрывает, а команда на домашнем стадионе будет играть в традиционной синей форме.

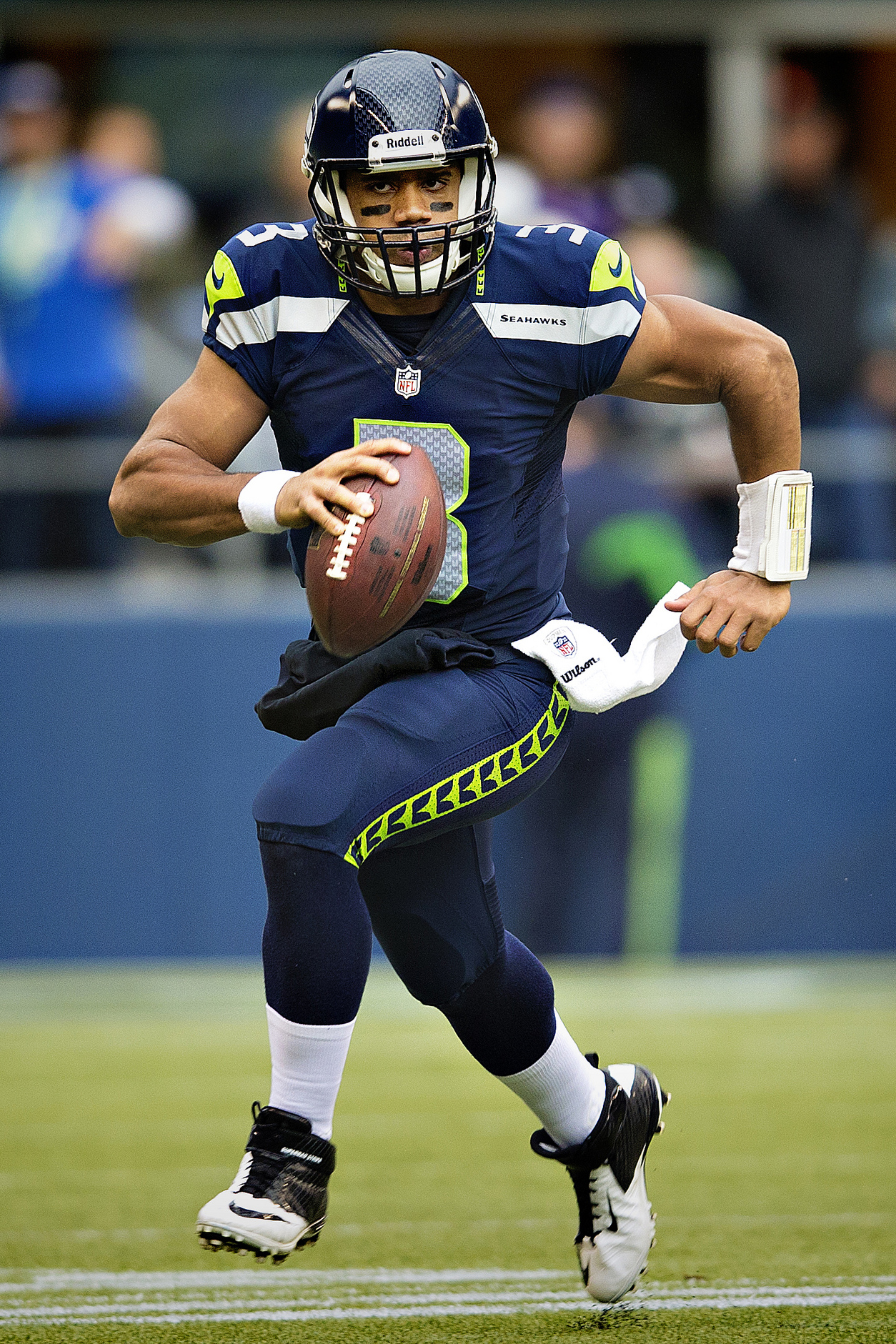
Расселл Уилсон в традиционной темно-синей домашней форме.

3 апреля 2012 года «Nike», как новый официальный партнер лиги, представили новую форму и логотип для «Сихокс». Новый дизайн включал в себя новые цвета, прежде не использовавшиеся в расцветке команды из Сиэтла: «Wolf grey», «College Navy» и «Action Green». На форме также присутствовало «оперение»: несколько перьев на макушке шлема, двенадцать перьев вокруг горловины джерси и на штанах, символизирующих «12-го игрока» — фанатов клуба. У «Сихокс» также было представлено три варианта джерси: темно-синего цвета, белого и альтернативная серого цвета; три варианта штанов: темно-синие с зелеными перьями, серые с темно-синими перьями и белые, также, с темно-синими перьями. На новом логотипе белый цвет был заменен на цвет «серого волка». Всего получилось девять различных комбинаций расцветки для формы.
«Сихокс» вышли в домашних темно-синих джерси на первую игру сезона 2012 года против «Даллас Ковбойс». Комплект формы, который носил Маршон Линч в этой игре сохранен в Залы славы.
Полностью темно-синий комплект является основным сочетанием цветов для домашних игр «Сихокс», лишь иногда, в качестве альтернативы, используются серые штаны. На выезде, преимущественно используется сочетание белое джерси и темно-синих штанов, также, как и с домашним комплектом, серые штаны используются в качестве альтернативного варианта. .
В 2016 году был представлен комплект формы для «NFL Color Rush» — совместной акции NFL и «Nike», в которой команды участвовали в матче в одном альтернативном цветовом варианте, в случае «Сихокс» это был полностью зелёный комплект формы. Впервые комплект «Color Rush» был надет на домашний матч против «Лос-Анджелес Рэмс», и он продолжает периодически использоваться. 3 декабря 2019 года в домашней игре против «Миннесота Вайкингс» «Сиэтл» вышел в сочетании джерси «Color Rush» с традиционными домашними темно-синими штанами.

## Сезоны и рекорды
С учётом сезона 2020 года, «Сихокс» приняли участие в 45 сезонах НФЛ. Команда одержала 367 побед, потерпела 340 и единожды сыграла в ничью (51,9 % побед) в регулярных чемпионатах, а также одержала 17 побед и потерпела 18 поражений (48,6 % побед) в играх на выбывание. Общий результат команды: 384 победы, 358 поражений, 1 ничья (51,7 % побед). «Сиэтл» достиг плей-офф в 19 отдельных сезонах, из них трижды добирался до Супербоула, где один раз одержал победу и дважды потерпел неудачу. «Сихокс» стали единственной командой НФЛ, пробившейся в плей-офф с результатом сезона 7 — 9, далее выбив действующих чемпионов «Нью-Орлеан Сэйнтс», став первой командой, одержавшей победу в плей-офф с отрицательным балансом побед и поражений в регулярном сезоне. Первая и единственная ничья в матчах «Сихокс» была зафиксирована на 7 неделе сезона 2016 года против «Аризона Кардиналс».

## Состав и значимые игроки

### Лучшие игроки за 35 лет (2010 год)
Голосование за лучших игроков за 35 лет существования франшизы проводилось на портале «Seahawks.com» Жирным шрифтом выделены игроки, включенные в Зал славы.
| Лучшие игроки «Сиэтл Сихокс» за 35 лет | Лучшие игроки «Сиэтл Сихокс» за 35 лет | Лучшие игроки «Сиэтл Сихокс» за 35 лет |
| Команда                                | Позиция                                | Игроки |
| -------------------------------------- | -------------------------------------- | --- |
| Нападение                              | Квотербек                              | Мэтт Хассельбек ( QB ) 2001–2010 |
| Нападение                              | Раннинбек                              | Шон Александер ( RB ) 2000–2007 Мэк Стронг ( FB ) Шаблон:Daterange                                                                                    |
| Нападение                              | Ресиверы                               | Стив Ларджент 1976–1989 Брайан Блэйдс 1988–1998 Бобби Ингрэм 2001–2008                                                                                |
| Нападение                              | Тайт-энд                               | Джон Карлсон 2008–2011 |
| Нападение                              | Линия нападения                        | Уолтер Джонс ( T ) 1997–2010 Говард Бэллард ( T ) 1994–1998 Стив Хатчинсон ( G ) 2001–2005 Брайан Миллард ( G ) 1984–1991 Робби Тобек ( C ) 2000–2006 |
| Защита                                 | Линия защиты                           | Джейкоб Грин ( E ) 1980–1992 Майкл Синклер ( E ) 1991–2001 Кортез Кеннеди ( T ) 1990–2000 Джо Нэш ( T ) 1982–1996                                     |
| Защита                                 | Лайнбэкер                              | Чед Браун ( OLB ) 1997–2004 Руфус Портер ( OLB ) 1988–1994 Фредд Янг ( ILB ) 1984–1987 Лофа Татупу ( MLB ) 2005–2010                                  |
| Защита                                 | Корнербек                              | Маркус Трюфант ( CB ) 2003–2012 Дэйв Браун ( CB ) 1976–1986 Шон Спрингс ( CB ) 1997–2003                                                              |
| Защита                                 | Сейфти                                 | Кенни Изли ( SS ) 1981–1987 Юджин Робинсон ( FS ) 1985–1995                                                                                           |
| Спецкоманда                            | Кикер / Пантер                         | Норм Джонсон ( K ) 1982–1990 Рик Татен ( P ) 1991–1997                                                                                                |
| Спецкоманда                            | Ретёрнер                               | Стив Бруссар ( KR ) 1995–1998 Нэйт Бёрлсон ( PR ) 2006–2009                                                                                           |
| Спецкоманда                            | Прикрытие                              | Руфус Портер 1988–1994 |

### Закрепленные номера
| Закрепленные номера «Сиэтл Сихокс» |                |                      |              |                  |               |
| №                                  | Игрок          | Позиция              | Годы         | Дата закрепления | Ссылка        |
| 12                                 | «12-й игрок»   | Фанатское сообщество | 1976 — н. в. | 15 декабря 1984  | [ 71 ]        |
| 45                                 | Кенни Изли     | Сэйфти               | 1981 — 1987  | 1 октября 2017   | [ 72 ]        |
| 71                                 | Уолтер Джонс   | Тэкл нападения       | 1997 — 2009  | 5 декабря 2010   | [ 73 ]        |
| 80 †                               | Стив Ларджент  | Ресивер              | 1976 — 1989  | 1992             | [ 74 ]        |
| 96                                 | Кортез Кеннеди | Тэкл защиты          | 1990 — 2000  | 14 октября 2012  | [ 75 ] [ 76 ] |

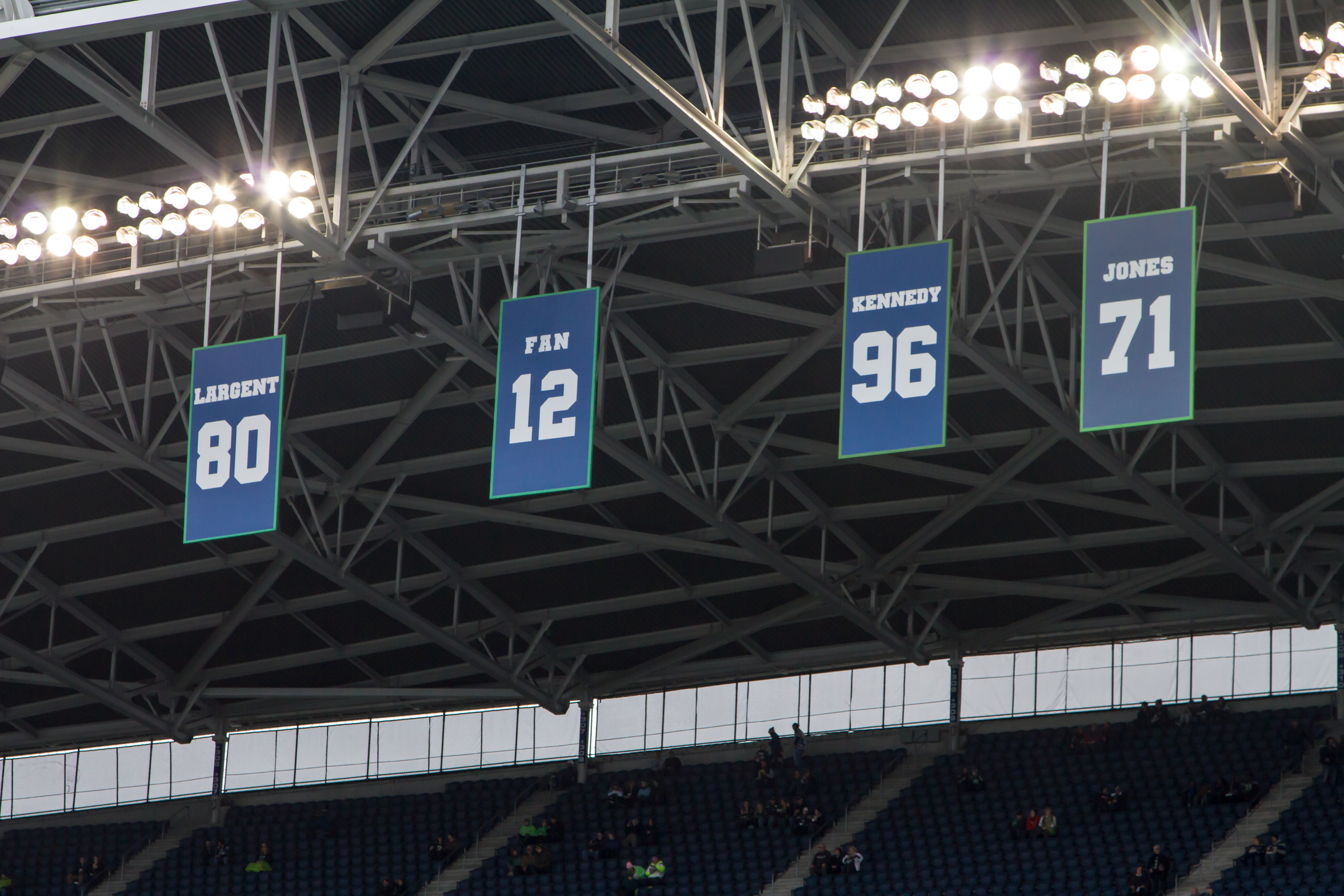
Закрепленные номера «Сихокс» под сводами «Lumen Field».

- † Джерри Райс носил № 80 в сезоне 2004 года. По словам Райса, команда сама предложила ему этот номер с разрешения Стива Ларджента[77].

### Члены Зала славы Профессионального футбола
В списке представлены игроки, получившие место в Зале славы за достижения, преимущественно или целиком полученные в то время, как они входили в состав «Сиэтл Сихокс»
| Игроки                                                                        | Игроки         | Игроки         | Игроки    | Игроки                     |
| №                                                                             | Имя            | Позиция        | Годы      | Год включения в Зал славы  |
| ----------------------------------------------------------------------------- | -------------- | -------------- | --------- | -------------------------- |
| 34                                                                            | Франко Харрис  | Фуллбэк        | 1984      | 1990                       |
| 80                                                                            | Стив Ларджент  | Ресивер        | 1976-1989 | 1995                       |
| 81                                                                            | Карл Эллер     | Энд защиты     | 1979      | 2004                       |
| 1                                                                             | Уоррен Мун     | Квотербек      | 1997-1998 | 2006                       |
| 93                                                                            | Джон Рэндл     | Тэкл защиты    | 2001-2003 | 2010                       |
| 80                                                                            | Джерри Райс    | Ресивер        | 2004      | 2010                       |
| 96                                                                            | Кортез Кеннеди | Тэкл защиты    | 1990-2000 | 2012                       |
| 71                                                                            | Уолтер Джонс   | Тэкл нападения | 1997-2009 | 2014                       |
| 45                                                                            | Кенни Изли     | Сэйфти         | 1981-1987 | 2017                       |
| 52                                                                            | Кевин Маваэ    | Центр          | 1994-1997 | 2019                       |
| 76                                                                            | Стив Хатчинсон | Гард           | 2001-2005 | 2020                       |
| Тренеры и административный состав                                             |                |                |           |                            |
| Имя                                                                           | Имя            | Должность      | Годы      | Годы включения в Зал славы |
| Том Флорес                                                                    | Том Флорес     | Главный тренер | 1992-1994 | 2021                       |
| Имена, выделенные жирным шрифтом посвятили всю игровую карьеру «Сиэтл Сихокс» |                |                |           |                            |

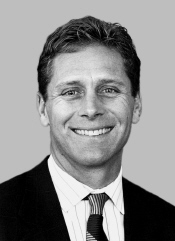
Член Зала славы и ресивер «Сихокс» Стив Ларджент.

Примечание: Хотя Майк МакКормак был главным тренером, президентом и генеральным менеджером «Сихокс», он включен в Зал славы, только за достижения в качестве тэкла «Нью-Йорк Янкс» и «Кливленд Браунс».

## Главные тренеры
- Статистика актуальна на окончание сезона 2020 года.

| # | Имя            | Годы работы   | Годы работы  | Годы работы     | Результаты регулярного сезона | Результаты регулярного сезона | Результаты регулярного сезона | Результаты регулярного сезона | Результаты регулярного сезона | Результаты плей-офф | Результаты плей-офф | Результаты плей-офф | Достижения | Ссылки        |
| # | Имя            | Всего сезонов | Первый сезон | Последний сезон | Игры                          | Поб.                          | Пор.                          | Н                             | % поб.                        | Игры                | Поб.                | Пор.                | Достижения | Ссылки        |
| - | -------------- | ------------- | ------------ | --------------- | ----------------------------- | ----------------------------- | ----------------------------- | ----------------------------- | ----------------------------- | ------------------- | ------------------- | ------------------- | --- | ------------- |
| 1 | Джек Патера*   | 7             | 1976         | 1982            | 94                            | 35                            | 59                            | 0                             | .372                          | —                   | —                   | —                   | 1 Тренер года по версии «The Sporting News» (1978) 1 Тренер года по версии NFL (1978)                                                                                           | [ 80 ]        |
| 2 | Майк МакКормак | 1             | 1982         | 1982            | 7                             | 4                             | 3                             | 0                             | .571                          | —                   | —                   | —                   | | [ 81 ]        |
| 3 | Чак Нокс       | 9             | 1983         | 1991            | 143                           | 80                            | 63                            | 0                             | .559                          | 7                   | 3                   | 4                   | 1 Чемпион АФК Запад (1988) 4 выхода в плей-офф 2 Тренер года по версии «UPI» (1983, 1984) 1 Тренер года по версии «The Sporting News» (1984) 1 Тренер года по версии NFL (1984) | [ 82 ]        |
| 4 | Том Флорес     | 3             | 1992         | 1994            | 48                            | 14                            | 34                            | 0                             | .292                          | —                   | —                   | —                   | | [ 83 ]        |
| 5 | Деннис Эриксон | 4             | 1995         | 1998            | 64                            | 31                            | 33                            | 0                             | .484                          | —                   | —                   | —                   | | [ 84 ]        |
| 6 | Майк Хольмгрен | 10            | 1999         | 2008            | 160                           | 86                            | 74                            | 0                             | .538                          | 10                  | 4                   | 6                   | 1 Чемпион НФК (2005) 1 Чемпион АФК Запад (1999) 4 Чемпион НФК Запад (2004, 2005, 2006, 2007) 6 выходов в плей-офф                                                               | [ 85 ]        |
| 7 | Джим Мора      | 1             | 2009         | 2009            | 16                            | 5                             | 11                            | 0                             | .313                          | —                   | —                   | —                   | | [ 86 ]        |
| 8 | Пит Кэрролл    | 11            | 2010         | н. в.           | 176                           | 112                           | 63                            | 1                             | .639                          | 18                  | 10                  | 8                   | 1 Чемпион Супербоула (XLVIII) 2 Чемпион НФК (2013, 2014) 5 Чемпион НФК Запад (2010, 2013, 2014, 2016, 2020) 9 выходов в плей-офф                                                | [ 87 ] [ 88 ] |

- * Джек Патера провел всю свою тренерскую карьеру в «Сихокс».

## 12-й игрок

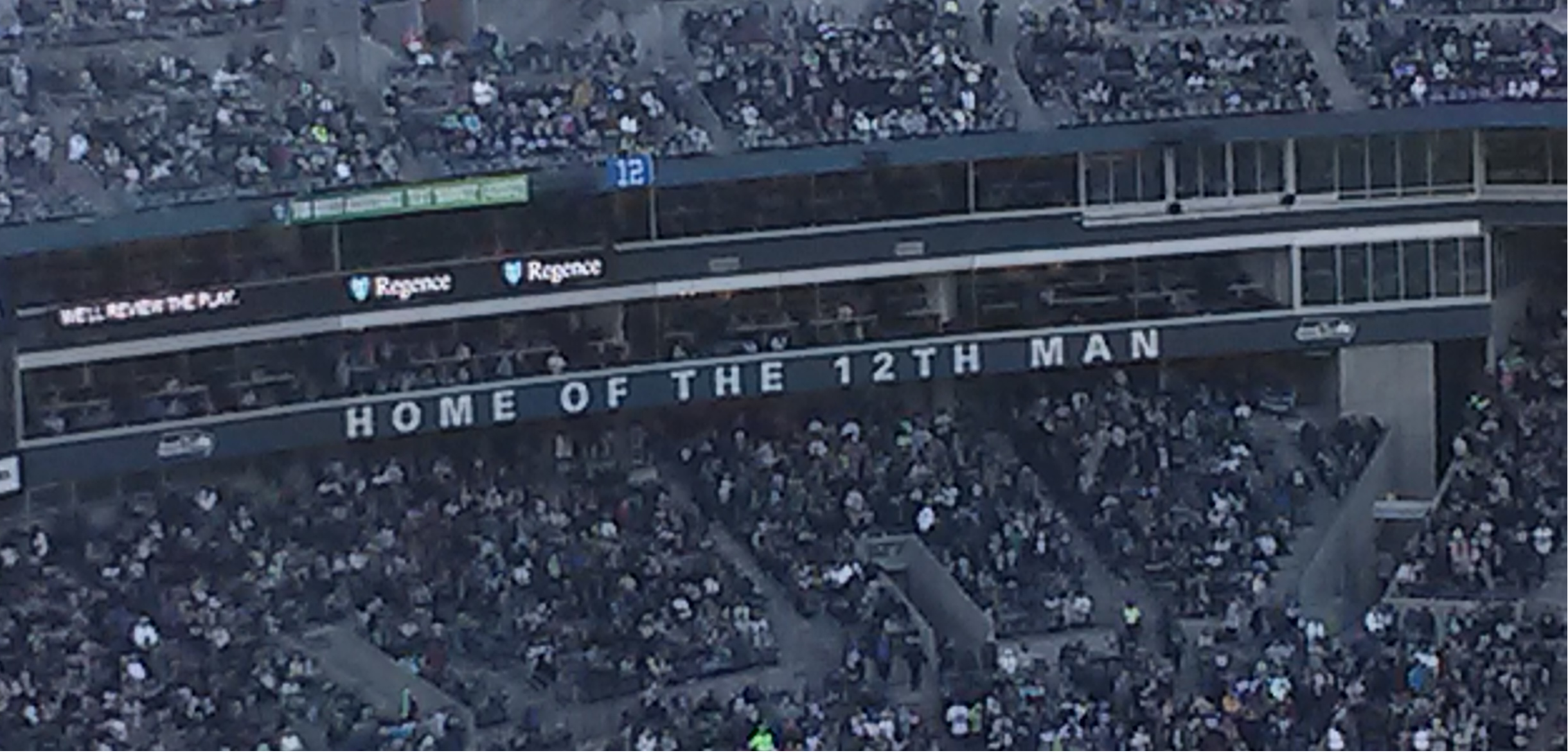
Вывеска «Home of the 12th Man» на трибуне «Люмен Филд» в 2013 году.

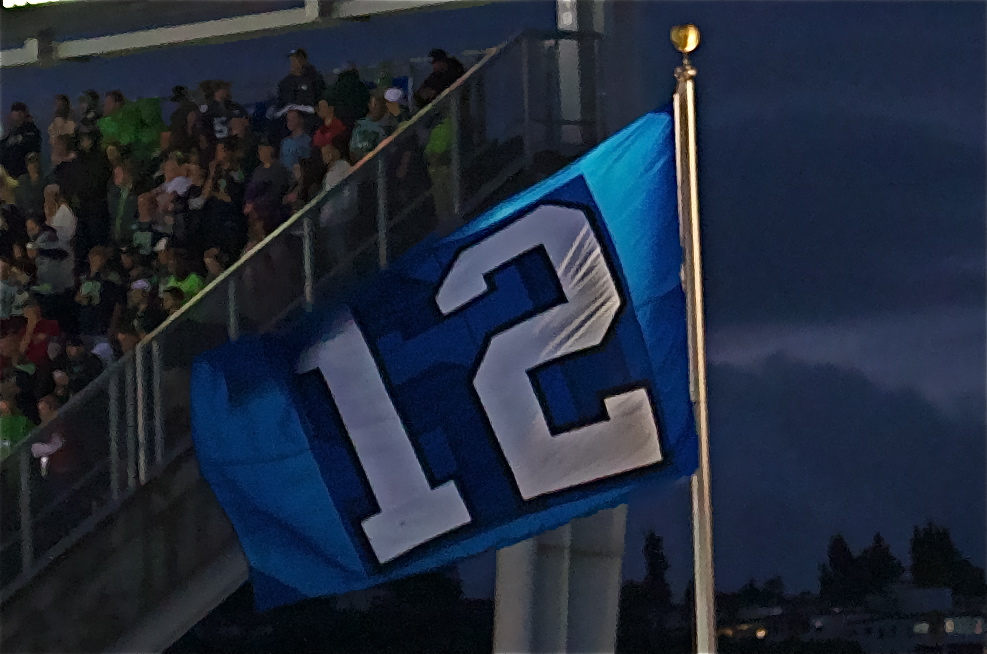
Флаг с 12 номером на «Люмен Филд».

Название «12-й человек» (12th Man, «12-й игрок» или «12-й») относится к фанатской поддержке «Сиэтл Сихокс». Первый домашний стадион команды, «Кингдом», был один из самых громких в НФЛ. Известно, что некоторые игроки команд-соперников готовились к играм на «Кингдом», слушая рок-музыку на полную громкость, чтобы привыкнуть к оглушающему уровню децибел, создаваемому толпой.
С 2002 года и по сей день, «Сихокс» играют на «Люмен Филд». Каждая домашняя игра и регулярного сезона, и плей-офф, начиная со второй недели сезона 2003 года была сыграна при поддержке переполненного стадиона. Также, как и его предшественник «Кингдом», «Люмен Филд» считается одним из самых громких стадионов лиги. Строение трибун и крыши создают мощный акустический эффект, который вынуждает соперников «Сихокс» получать штрафы за фальстарт. Так с 2002 по 2012 годы, команды, приезжающие в Сиэтл, получили 143 подобных штрафа. Это второй результат лиги после «Миннесоты Вайкингс».
Фанаты «Сихокс» дважды попали в «Книгу рекордов Гиннесса» как наиболее шумная толпа на спортивном мероприятии. В первый раз, 15 сентября 2013 года, был зарегистрирован уровень шума в 136,6 дБ во время игры с «Сан-Франциско Форти Найнерс», а 2 декабря рекорд был бит новым уровнем в 137,6 дБ в игре с «Нью-Орлеан Сэйнтс». 29 сентября 2014 фанаты «Канзас-Сити Чифс» поставили новый рекорд в 142,2 дБ на стадионе «Эрроухед».

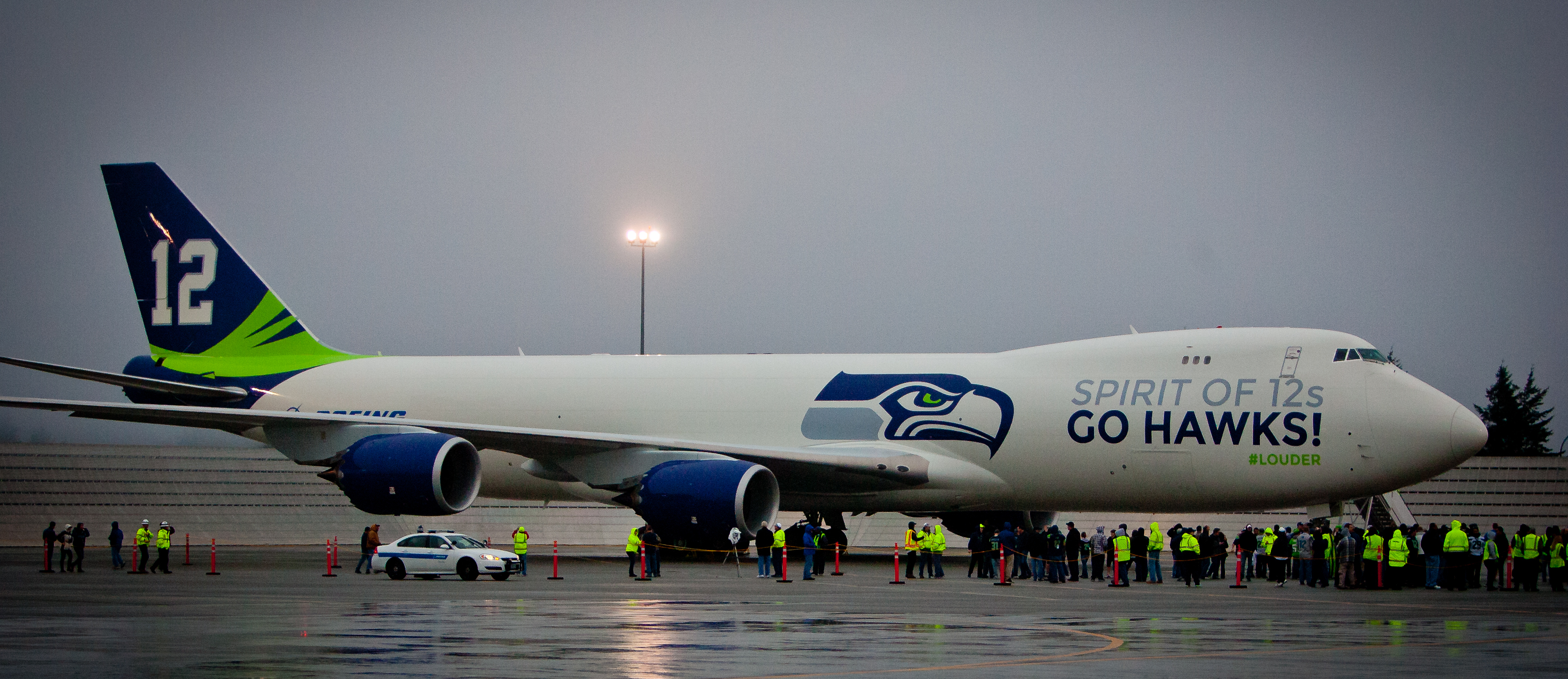
Boeing 747-8F, окрашенный в ливрею «12th Man».

Перед началом каждой домашней игры, клуб приветствует своих болельщиков, поднимая гигантский флаг с № 12. Обычно его поднимает кто-либо из бывших или действующих игроков, тренеров, местных знаменитостей, выдающихся болельщиков, спортсменов из Сиэтла поднимает этот флаг. 15 декабря 1984 года, «Сихокс» вывели из обращения № 12, как дань уважения своим фанатам. Перед победой в Супербоуле «Сихокс» выбежали на поле из туннеля под огромным флагом 12th Man.
В сентябре 1990 года, Техасский университет A&M подали заявку, а затем и получили её одобрение, на использование товарного знака «12th Man», на основании того, что этот термин используется ими с 1920-х годов. В январе 2006 года университет подал иск против «Сихокс» с целью защиты торговой марки от незаконного использования. В мае 2006 года иск был урегулирован во внесудебном порядке. По соглашению, которое истекло в 2016 году, университет позволял «Сихокс» использовать торговую марку в своих целях на территории семи северо-западных штатов в обмен на публичное признание права университетом на торговую марку, лицензионный сбор, а также отказ франшизы продавать любые товаров с этой маркой. После истечения срока соглашения, «Сихокс» могут использовать число «12», но больше не могут использовать фразу «12th Man» где бы то ни было. В августе 2015 года, «Сихокс» полностью отказались от использования этой фразы, заменив её на «12-е», как отсылку к своим фанатам.

## Поддержка и традиции

### Маскоты

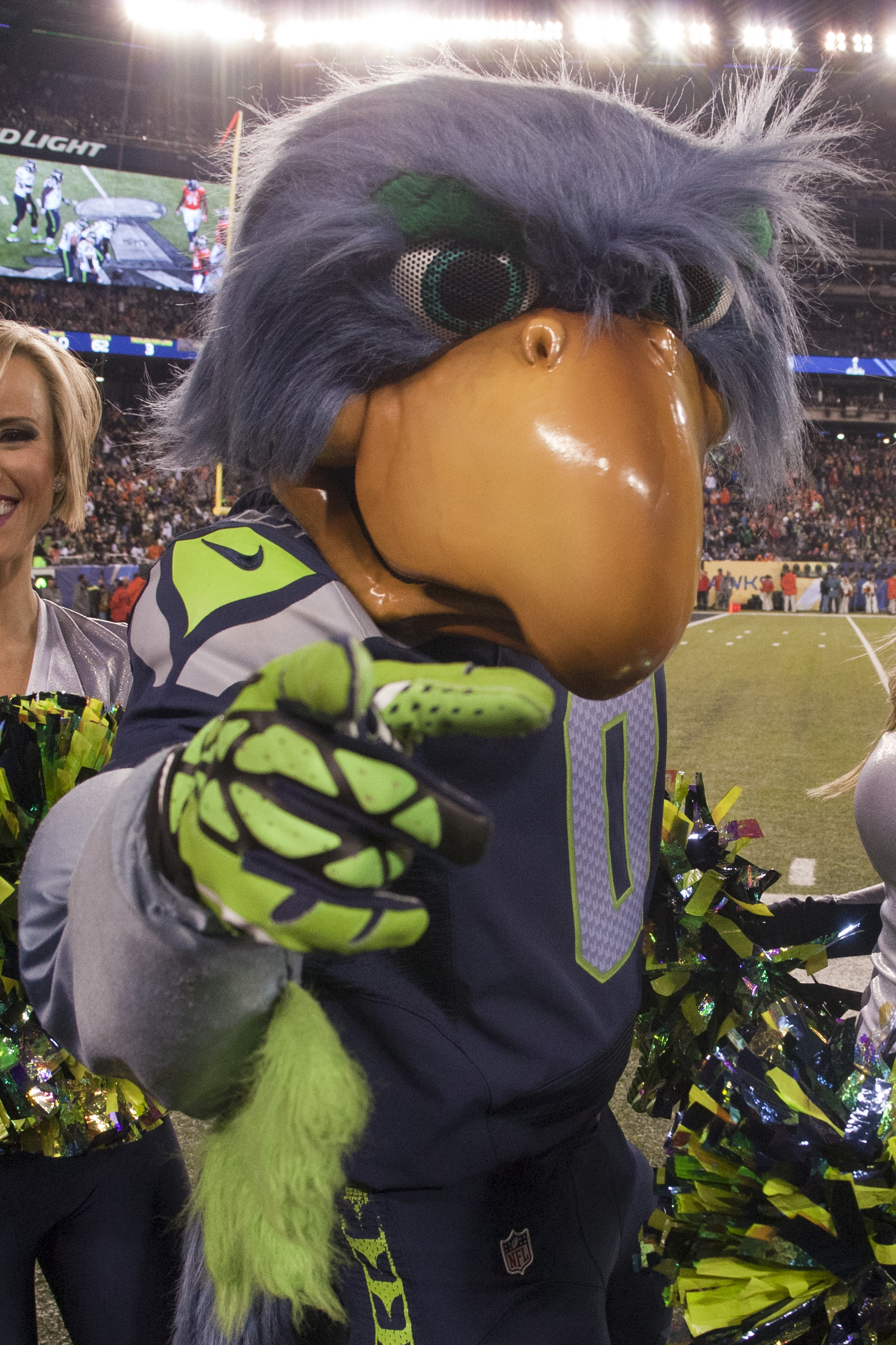
Блиц — маскот «Сихокс» на Супербоуле XLVIII.

Начиная с сезона 1998 года, официальным маскотом «Сихокс» стал Блиц. К сезону 2014 года, Блиц обновил свой внешний вид, а также получил приятеля — второго маскота по имени Бум, который, по большей части, развлекает детей.
В сезонах 2003 и 2004 годов, ястреб по имени Вера (Faith) летал вокруг стадиона перед выходом команды из туннеля. Однако, по той причине, что ястреб имела относительно небольшие размеры и её невозможно было натренировать на вывод команды из туннеля, Вера была заменена на канюка-авгура по имени Тайма перед стартом сезона 2005 года. 6 сентября 2006 года, Тайма впервые вывела команду из туннеля..

### Чирлидеры
Группа чирлидеров, известных как «Сихокс Дэнсерс» («Seahawks Dancers») заводит толпу во время игры, а также работает в перерывах матчей на «Люмен Филд». Ранее группа имела полностью женский состав и называлась «Сихокс Гэлс» («Seahawks Gals»), но после того, как перед сезоном 2019 в состав были приняты мужчины, группа была преобразована. В межсезонье участники группы выступают на различных парадах и другие развлекательных и общественных мероприятиях.

### Музыкальная группа
В начале 2004 года, «Сихокс» представили группу музыкантов, играющих на ударных инструментах, «Блю Тандер» («Blue Thunder»). Коллектив выступает на каждом домашнем матче команды, а также принял участие более чем в сотне мероприятий Сиэтла и его пригородов.

## Владельцы франшизы
- Семья Нордстрём: 1976—1988
- Кен Беринг и Кен Хофманн: 1988—1996
- Пол Аллен: 1997—2018
- Фонд Пола Аллена: октябрь 2018 — н. в.[4][103]